# Burg Ramsberg (Großschönach)
Die Burg Ramsberg, als Rammesperch, Ramesperg und Ramsperg beurkundet, ist eine ehemalige hochmittelalterliche Burg 750 Meter östlich von Großschönach. Das Gelände liegt auf der Gemarkung von Hattenweiler, einem Ortsteil der Gemeinde Heiligenberg im Bodenseekreis in Baden-Württemberg, Deutschland.

## Geographische Lage
Der Burgrest der Burg Ramsberg liegt auf rund 657 Meter über Normalnull vor der Hochfläche eines steil aufsteigenden Berghügels, dem so genannten „Ramsberg“. Der heute dicht bewaldete Ramsberg liegt zwischen Pfullendorf und Überlingen bei Großschönach im Oberen Linzgau. Der Berg ist eine Endmoräne der Würmeiszeit.

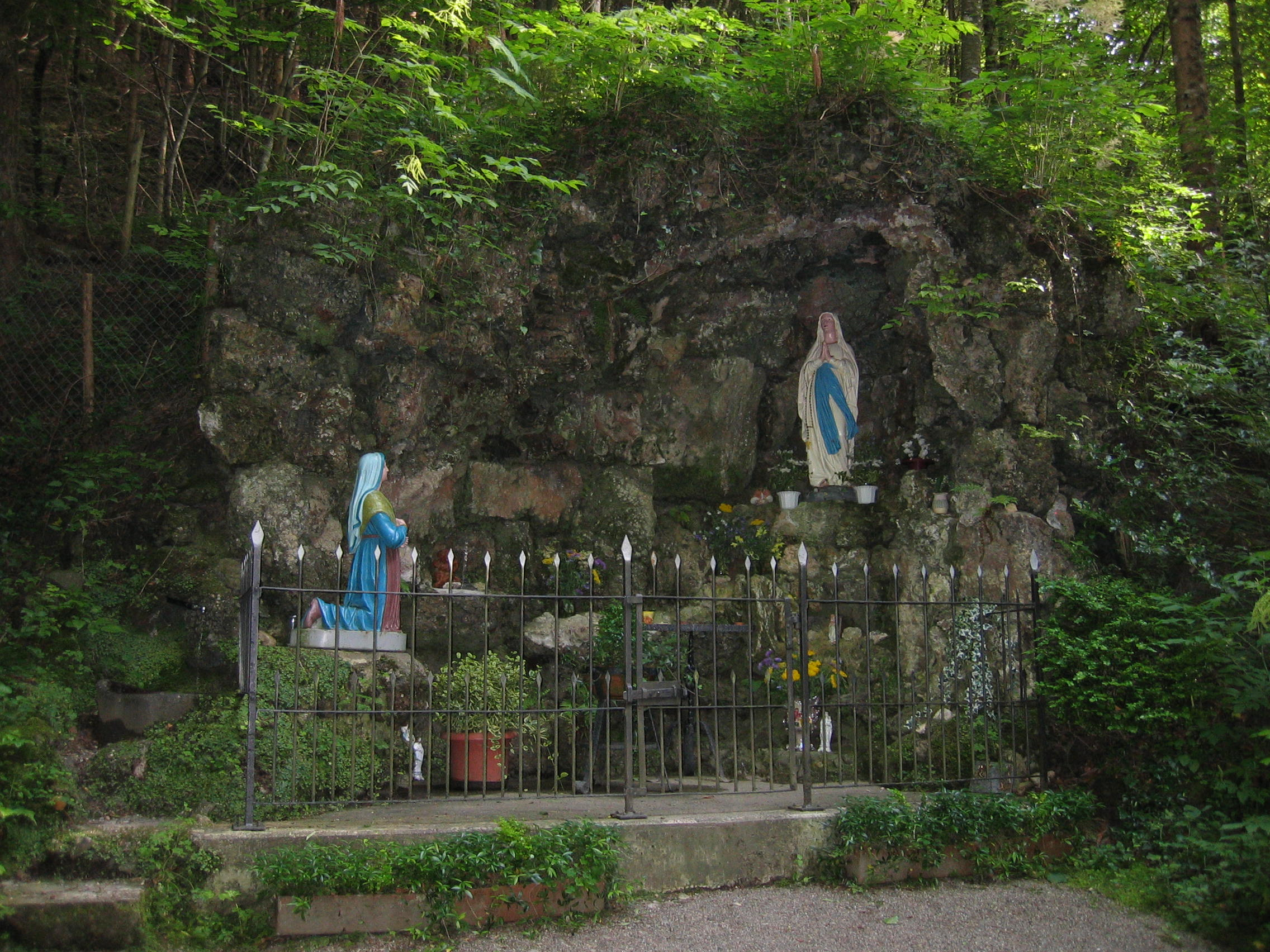
Lourdesgrotte im Tobel unterhalb der Burg

Auf der ehemaligen Ramsberger Burgstelle steht die sehenswerte „Wallfahrtskapelle St. Wendelin“ mit romanischen und gotischen Bauteilen und Chorfresken von 1467. Die Kapelle auf dem Ramsberg liegt zwischen Schönach, Neuhaus und Katzensteig, präziser auf der Gemarkung von Hattenweiler, einem Ortsteil der Gemeinde Heiligenberg im Bodenseekreis, ist aber traditionell stärker mit Großschönach verbunden.
Vom Friedhof Großschönach führt ein etwa 15-minütiger Rundwanderweg durch die von Tobeln geprägte Jungmoränenlandschaft, hinauf zur idyllisch gelegenen stauferzeitlichen Burgruine mit der bewohnten „Klause St. Benedikt“. Im Jahr 1908 errichteten Bürger aus Großschönach im „Ramsberger Tobel“ (auch „Buchenbanntobel“) eine „Lourdesgrotte“, die insbesondere im Monat Mai viele Gläubige zu Andachten anzieht.

## Geschichte
Wenige Scherbenfunde deuten bereits eine eisenzeitliche Besiedlung des Burghügels an. Eine erneute Nutzung des Ramsbergs erfolgte durch den Bau einer Burg der Grafen und Ritter von Ramsberg. Die Kapelle St. Wendelin und die Klause St. Benedikt bilden die weiteren Schichten der fast tausendjährigen Geschichte.

### Grafen von Ramsberg
Die Geschichte der Herrschaft des Ramsberges ist aufs Engste mit der Geschichte Großschönachs verknüpft. Schönach findet seine erste urkundliche Erwähnung 1092: Bei einem Rechtsakt des Klosters Allerheiligen in Schaffhausen für das Dorf Hemmental trat unter den Zeugen Herimann Desonaicha auf. 1209 wurde Schönach unter die Besitzungen gerechnet, die dem Kloster Weißenau entfremdet wurden. 1385 bekam die Pfarrkirche in Schönach einen Ablassbrief des Konstanzer Bischofs.
Die stauferzeitliche Hügelburg des Grafengeschlechts der Herren von Ramsberg und Pfullendorf wurde im 11. Jahrhundert durch die Grafen von Pfullendorf als herrschaftlicher Sitz errichtet. Das Grafenhaus war ein Seitenzweig der einst mächtigen Udalrichinger.
Zur Besitzung der Ramsberger gehörte die auf dem höchsten Punkt des Nordgipfels des Hohenstoffeln bei Hilzingen-Binningen befindliche Burg Hinterstoffeln. Sie war nach Hans-Wilhelm Heine 1067 im Besitz des Hegaugrafen Ludwig von Pfullendorf-Ramsberg zu Stoffeln.
Noch der bedeutendste und letzte Vertreter der Grafendynastie, Rudolf II. nannte sich teils von Ramsberg, ab 1171 aber nur noch von Pfullendorf, was darauf hindeuten könnte, dass er vom Ramsberg auf den neu errichteten Grafensitz in Pfullendorf umgezogen war. Mit ihm erlosch 1181 die Familie in männlicher Linie. Ida, die Erbtochter des letzten Grafen, ist eine Stammmutter des Hauses Habsburg. Das „Pfullendorfer Ebersiegel“ war das persönliche Siegel und wahrscheinlich auch Wappenbild von Rudolf. Zu seinem Herrschaftsbereich gehörte: Stoffeln (Hegau), Ramsberg und Pfullendorf (Linzgau), Bregenz und Rheineck (Schweiz), u. a. die Klostervogtei von St. Gallen und die Schirmvogtei über das Bistum Chur.
Nach dem Wegzug des Grafen wurde der Ramsberg von Ministerialen verwaltet, die sich Herren von Ramsberg nannten. Ihr Wappen zeigte den „Ramm“ (Widder) auf dem „Berg“. Später ging die Burgenherrschaft als Lehen an verschiedene Dienstmannen über, u. a. vor Mitte des 14. Jahrhunderts an Albrecht von Klingenberg, der sie 1347 von König Ludwig dem Bayern zu Lehen empfing und im darauf folgenden Jahr das Recht erhielt, sie auch seinen Töchtern zu vererben, was in der Folgezeit wohl auch geschehen ist.
Das 1360 gegründete und 1808 säkularisierte Franziskanerinnenkloster Hermannsberg, das sich heute im Besitz der Dorfgemeinschaft Lehenhof (zu Heiligenberg gehörend) befindet, war eine Schenkung der Herren Ramsberg aus dem Jahr 1398.
Nach Albrecht von Klingenberg gab es zwei jeweils mit der Hälfte der Burg belehnte Dienstmannen, zum einen Hans von Homburg und zum anderen Ulrich von Ems.

### Überlinger Spital

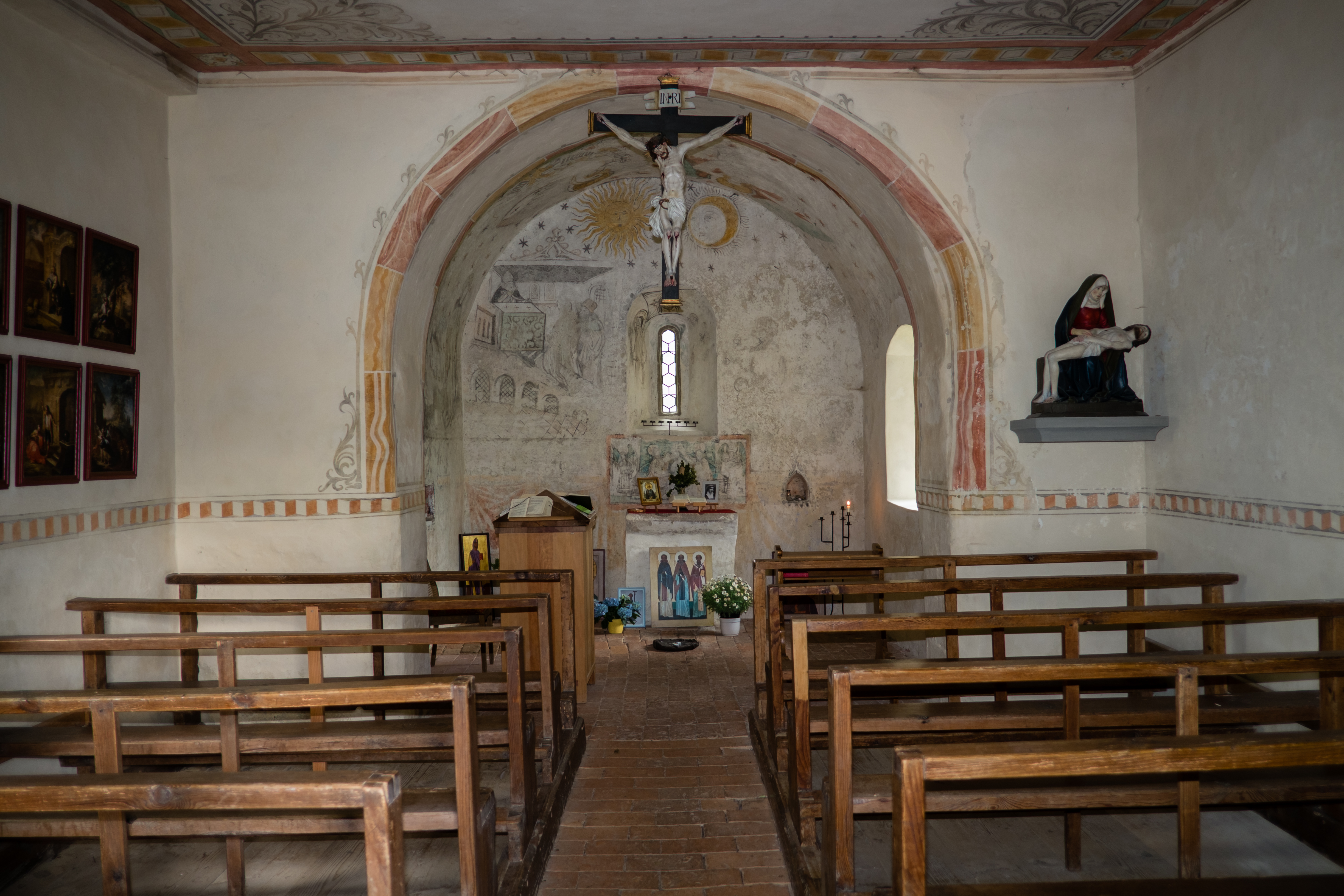
Innenansicht der Kapelle St. Wendelin

1409 verkaufte Hans von Homburg die Hälfte der Burg Ramsberg zusammen mit Großschönach an das Heilige Geist Spital zu Überlingen, wo Großschönach bis zur Mediatisierung Überlingens in den Jahren 1802/03 blieb. Die Burg Ramsberg erlebte in den folgenden Jahren eine wechselvolle Geschichte. Zuletzt gehörten etliche Lehenhöfe, so auch ein Hof in Großschönach, den Michael Schweizer innehatte, und ein Hof in Kleinschönach, mit dem Georg III. belehnt war, dazu. Im Juni 1409 hat Hans von Homburg bereits einen zur Burg Ramsberg gehörenden Hof zu Schönach an die 1,5 Kilometer entfernte Klause Herrmannsberg verkauft. Nachdem das Überlinger Spital also 1409 die halbe Burg Ramsberg von Hans von Homburg erworben hatte, kaufte es die andere Hälfte 1423 von Ulrich von Ems. Doch erschien Ramsberg nie unter den Besitzungen des Spitals, sondern immer als städtische Vogtei. Der hier residierende Vogt verwaltete unter anderem Groß- und Kleinschönach, Hattenweiler, Furthof, Kirnbach, Katzensteig und Heiligenholz. Später wurde die Vogtei Ramsberg mit der Vogtei Hohenbodman vereinigt.
Nach dem Übergang der Burganlage an das Überlinger Spital in den Besitz der Reichsstadt Überlingen 1409 wurde der Burgturm gekappt und mit einem Dach versehen. Die Untersuchung der Dachbalken ergab ein Schlagdatum im Jahre 1432. 1467 wurde die der Gottesmutter Maria geweihte Kapelle im spätgotischen Stil ausgemalt.
Zuletzt war Anna von Hohenfels († 1617 in Waldmannshausen) mit der Burgherrschaft belehnt.
Die Reichsburg und Vogtei wurden im Dreißigjährigen Krieg (1618 bis 1648) geplündert, die Burg zerstört und die Kapelle wohl auch in Mitleidenschaft gezogen.
Die Anlage wurde in der Barockzeit wieder aufgebaut. Dabei erfolgte eine Barockisierung des Gottesdienstraumes. 1720 wurde die Kapelle zu Ehren des Heiligen Wendelin gewidmet, neu gestaltet und geweiht.

### Heutige Nutzung
Im Jahr 1900 kam die Kapelle in kirchliches Eigentum und wurde 1913/1914 und (1999) 2000/2001 durch Fördermaßnahmen der Denkmalstiftung Baden-Württemberg restauriert. Um ihren Erhalt bemüht sich der Förderverein Ramsberg – St. Wendelin e. V.
Die benachbarte Wohnanlage diente bis zu Beginn des 20. Jahrhunderts als Forsthaus. Seit 1993 befindet sich im Wohnhaus eine Eremitage zum Heiligen Benedikt. Der Schutzpatron der Klause ist der Heilige Mönchsvater Benedikt von Nursia. Die Klause St. Benedikt, letzte Reste der Burg der Grafen und Ritter von Ramsberg aus dem 11. Jahrhundert, wird von Bruder Jakobus Kaffanke OSB, Mönch vom Kloster Beuron, bewohnt.
Die Burg wird seit 1994 durch die Trägerschaft des Fördervereines Ramsberg – St. Wendelin und der Kirchengemeinde St. Antonius betreut.

### Archäologie
Eine archäologische Baubeobachtung 1995 erbrachte Scherbenfunde vom Hochmittelalter bis in die späte Neuzeit, Ofenkacheln und das Stück eines Bronzegefäßes, außerdem drei vorgeschichtliche Scherben. Im Innenhof konnte dabei ein Mauerfundament beobachtet werden. Am Fuß des Burghügels wurde ein Kalkofen lokalisiert. Zudem hat das Landesdenkmalamt auf dem Plateau bereits geomagnetische Untersuchungen durchgeführt.

## Anlage

### Burg Ramsberg
Der Zugang zur einstigen Burganlage erfolgte aus nordöstlicher Richtung. Hier befand sich ursprünglich wohl ein Tor mit vorgelagertem Graben. Im Anschluss an den vermuteten Torbau musste der steile Burghügel umrundet werden, bis man die eigentliche Anlage auf dem zu allen Seiten abschüssigen Burgplateau betreten konnte.
Die eher als klein zu bezeichnende Burganlage mit ihrem fünfeckigen Grundriss wurde durch eine Ringmauer umschlossen. Man betrat sie aus Nordwest. Hier befindet sich heute auf den Resten des einstigen Bergfriedes die Kapelle. Der Turmstumpf zählt zu den besterhaltenen Burgresten. Dem Burghof schloss sich auf der Westseite der Zwinger an. In der Südwestecke der Anlage ist die mögliche Lage des Palas. Ihm schließt sich im Osten ein Nebengebäude an. An der Nordostflanke befanden sich möglicherweise drei weitere Räume.

### Klause St. Benedikt
Das heute sichtbare Wohn-/Wirtschaftshaus wurde als Sitz des Forstaufsehers auf Resten der östlichen Schildmauer errichtet. Es beherbergt seit 1993 die Klause St. Benedikt. Die Klause wird von einem Benediktinermönch aus dem Kloster St. Martin in Beuron besiedelt.
Benedikt von Nursia (um 480 – 560) lebte einige Jahre als Einsiedler (in Subiaco, 80 Kilometer südöstlich von Rom), bevor er kleine Gemeinschaften und später das Kloster auf dem Monte Cassino gründete. – Der Klausner lebt die Spiritualität des „Bete und Arbeite“. Mehrfach betet er seine täglichen Gebetszeiten in der Kapelle.
Die Burg war einst nicht nur politisches Zentrum, sondern auch ein geistiges. An diese Tradition, unterstützt durch die ehemalige Burgkapelle, die im Barock als Wallfahrtskirche diente, will die Errichtung der Einsiedelei St. Benedikt anschließen. Träger der Anlage ist der Förderverein Ramsberg – St. Wendelin e. V.

### Kapelle St. Wendelin

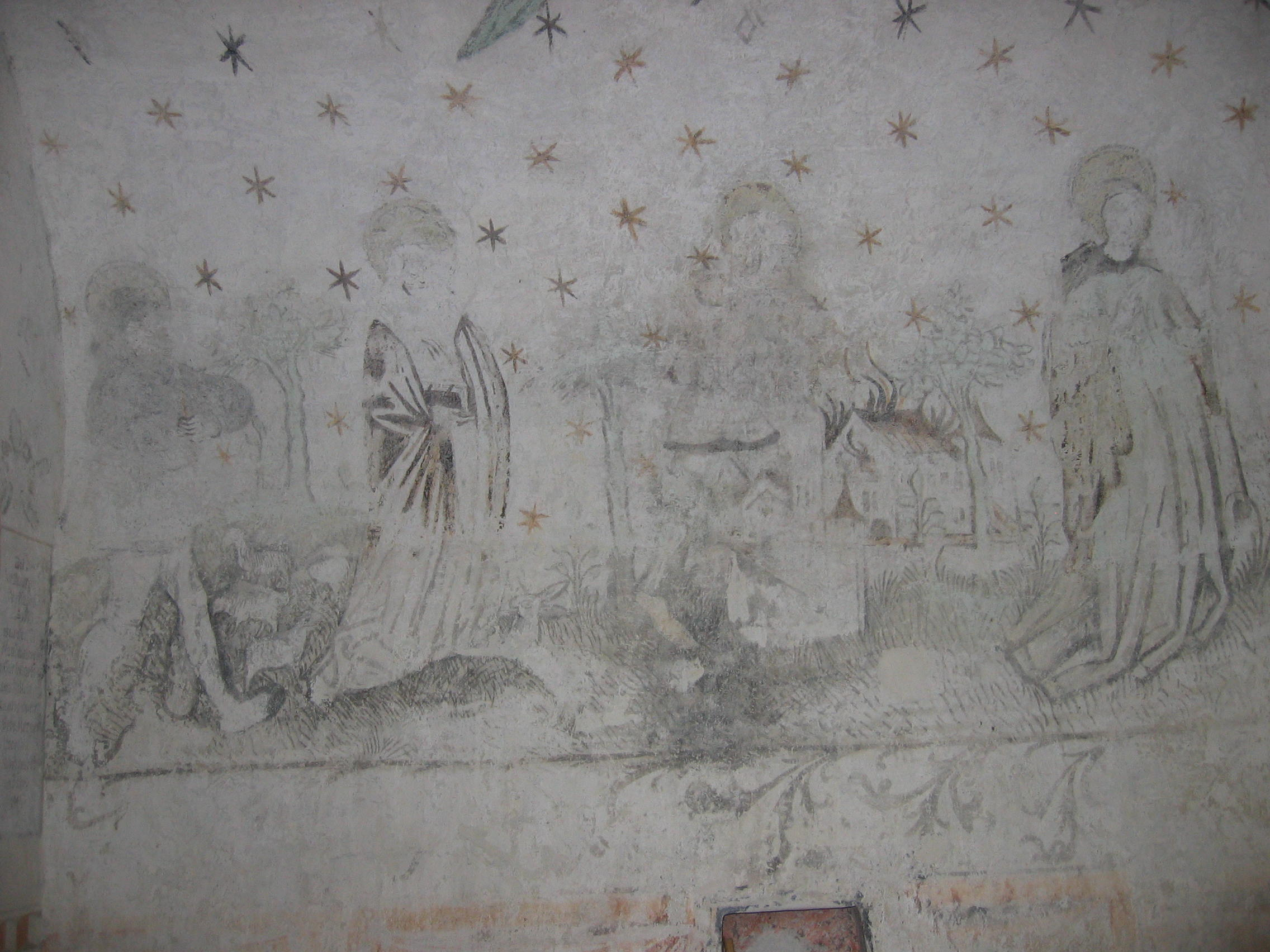
Heiligenfries – Wendelin, Agnes, Florian und Agatha (v. li. n. re.)

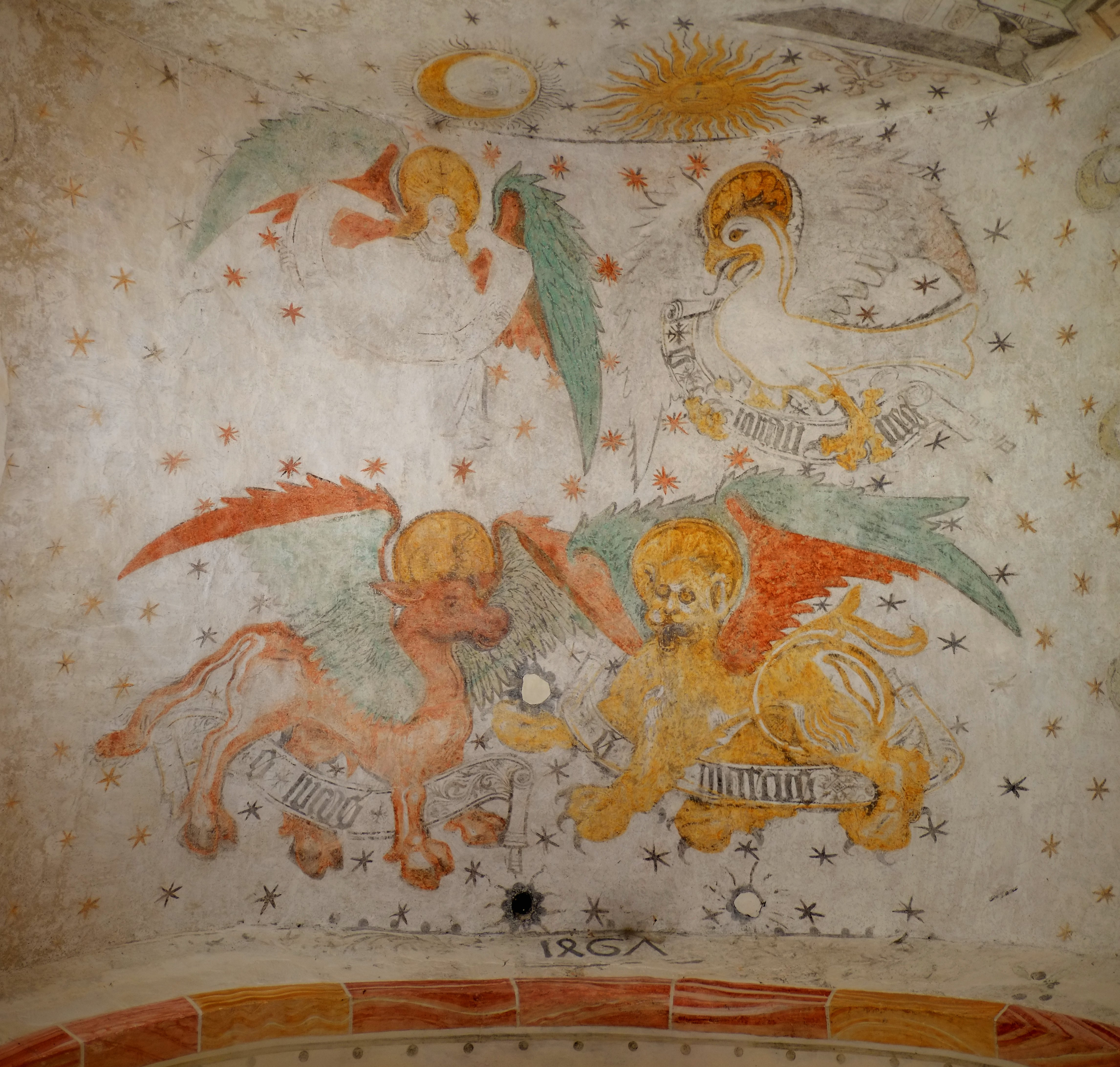
Deckengemälde im Chorraum

Heute befindet sich an der einstigen Burgstelle eine Einsiedelei. Die Burgkapelle stammt vermutlich noch aus romanischer Zeit. Die Kapelle geht im baulichen Bestand bis in die hochmittelalterliche Burganlage (11. Jahrhundert) der Grafen von Ramsberg und Pfullendorf zurück. Sie ist der Sockel des Bergfrieds, der sich jedoch in mindestens doppelter Höhe erhob. Dass sich in diesem Burgturm bereits eine Kapelle befand, ist möglich, jedoch nicht gesichert.
Die Ausmalung des Chorraumes (Bilder an der Stirnseite) erfolgte auf den getrockneten Putz und steht in der Stilistik in der Tradition der spätgotischen Malschule des Bodenseeraumes. Die Jahreszahl im Triumphbogen datiert die Malerei in der Ramsbergkapelle auf 1467. Die Marianischen Motive an der Stirnseite weisen auf ein Marienpatrozinum hin. Die Heiligenfriese an den Chorwänden lassen sich heute nur noch zum Teil eindeutig zuweisen, so sind weitere Patrone die Heiligen Sebastian und Christopherus (Fensteröffnung) sowie Wendelin, Agnes, Florian und Agatha (linke Wand von links nach rechts).
Die spätmittelalterlichen Heiligen-Fresken sind wohl nach einem Burgbrand und der daraufhin erfolgten Vergrößerung der Burgkapelle im Jahr 1467 von unbekannter Meisterhand angebracht worden. Geschehen ist dies beim Übergang an das Überlinger Spital. Das Spital habe daraufhin die Wallfahrtskapelle der Öffentlichkeit zugänglich gemacht. Mit dem Tempelgang Mariens, der Krönung der Gottesmutter als Himmelskönigin im Zentrum der Ausmalung, kann gesagt werden, dass es sich bei der Ramsbergkapelle um ein ursprüngliches Marienheiligtum handelt. Das ikonologische Bildprogramm war 1913 im Zuge von Ausbesserungsarbeiten nach einem Erdbeben unter einem barocken Sternenhimmel entdeckt und freigelegt worden. Verblüffend ist die Ähnlichkeit dieser Darstellung mit jener in der Mauritius-Rotunde in Konstanz. Die auf der linken Seite des Chorraumes der Mitte zustrebenden vier Gestalten und ihre Attribute sind recht eindeutig als die Heiligen Wendelin, Florian, Agnes und Agatha zugestellt. Bei der durch einen späteren Fensterdurchbruch zerstörten Bemalung auf der rechten Kapellenseite ist man dagegen auf Vermutungen angewiesen. Der promovierte Historiker Fredy Meyer aus Stockach, langjähriger Freund und Kenner des Ramsberges, glaubt anhand der Reste ebenfalls eine Personengruppe, eine Darstellung der Heiligen Familie oder vielleicht auch den Heiligen Oswald lokalisieren zu können. Im schmalen Mittelfenster ist ein Christusantlitz so angebracht, dass darauf der Blick der Gläubigen während der Wandlung fällt, als Teil des rituellen Eucharistiekults, der Verehrung des Christus in der Hostie. Christus ist flankiert von den damals sehr populären Heiligen Sebastian und Christophorus. Letzterer hat in der Volksfrömmigkeit als Überträger und Seelenbegleiter und damit als letzter Garant für einen „guten Tod“ gegolten. Die dominante Darstellung von Sonne und Mond als Unheilabwehrendes, kosmische Zeichen bringt das Leitmotiv des Meisters ans Licht: Der bemalte Raum als Bild des himmlischen Kosmos, gedacht zu einem „heilbringenden Vorerleben“ des wallfahrenden Gläubigen – freilich auch mit dem profanen Ziel, dies in klingende Münze umzusetzen. Die protestantischen Schweden hätten mit der Zerstörung des Ramsberges im Dreißigjährigen Krieg dann der Volksfrömmigkeit ein recht rabiates Ende gemacht.
An der Decke befindet sich der Spruch „St Wendelin beschütz' dies Haus behüt auch uns & unsre Habe“. Über der Eingangstüre befindet sich ein modernes Relief mit der Inschrift: „Herr du hilfst beiden Mensch & Vieh wie teuer ist deine Güte, Gott, dass Menschenkinder unter dem Schatten deiner Flügel trauen. Sie werden satt von den reichen Gütern deines Hauses und du tränkst sie mit Wonne wie mit einem Strom. Denn bei dir ist die Quelle des Lebens, und in deinem Lichte sehen wir das Licht“ (Ps 36,7–9 ).
Die Kapelle auf dem Ramsberg steht nicht nur Pilgern des Jakobsweges (der Via Beuronensis von Pfullendorf über Überlingen und Konstanz zum Schwabenweg in die Schweiz) offen, sondern kann ganzjährig besucht und besichtigt werden. Führungen sind nach vorheriger Absprache möglich.

## Trivia
Der Narrenverein Dreizipfelritter Großschönach e. V. nimmt seit 1960 Bezug auf die ehemalige Burg, so leitet sich die Silbe „Ritter“ von den Rittern von Ramsberg ab und 1995 wurde die Fastnachtsfigur „Burgschrat“ in Anlehnung an eine Sage über den Schatz auf der Burg Ramsberg geschaffen. Darin ist die Rede von einem Geist, der nachts die Schlafenden an den Haaren zieht und allerlei Schabernack treibt. Der Name „Ramsberghalle“ und „Ramsberggrundschule“ Großschönach erinnert ebenfalls an die ehemalige Burganlage.